# Lantasan Lama
Lantasan Lama is een bestuurslaag in het regentschap Deli Serdang van de provincie Noord-Sumatra, Indonesië. Lantasan Lama telt 3163 inwoners (volkstelling 2010).